# Anna Bujakiewicz
Anna Maria Bujakiewicz (ur. 1 lutego 1940 w Wolsztynie) – polska uczona z Uniwersytetu Adama Mickiewicza w Poznaniu, zajmująca się mykologią.

## Życie i praca naukowa
W 1962 r. ukończyła studia na Uniwersytecie im. Adama Mickiewicza w Poznaniu. Po ukończeniu studiów została pracownikiem naukowym tego uniwersytetu. W 1969 uzyskała stopień doktora, w 1979 habilitację, a w 1994 tytuł profesora. Pracowała w Zakładzie Ekologii Roślin i Ochrony Środowiska, specjalizowała się w mykologii. Członek wielu organizacji naukowych: International Association for Vegetation Science, Komitet Botaniki PAN, Rada Naukowa Białowieskiego i Babiogórskiego Parku Narodowego, Polskie Towarzystwo Ekologiczne, Komisja Botaniczna Poznańskiego Towarzystwa Przyjaciół Nauk, sekcja mykologiczna Polskiego Towarzystwa Botanicznego.
Brała udział w wyprawach naukowych podczas których gromadziła kolekcje grzybów: w 1970 zbiór grzybów wielkoowocnikowych i roślin naczyniowych z lasów zalewowych Gór Skalistych w USA (ok. 400 gatunków), 1978–80 ok. 150 gat. grzybów wyższych z Finlandii, 1979 ok. 60 gatunków grzybów wyższych z Bułgarii, 1981 ok. 200 gatunków grzybów wyższych z Hiszpanii, 1982–83 kolekcja grzybów i roślin naczyniowych z Florydy, Kalifornii, Olympic, południowej części Gór Skalistych, Kanady i Wysp Hawajskich (ponad 1000 gatunków), 1985–91 ok. 500 gatunków grzybów wyższych i roślin naczyniowych z fiordów Norwegii.
W swoim dorobku ma około 140 publikacji naukowych (krajowych i zagranicznych). Przy nazwach naukowych utworzonych przez nią taksonów standardowo dodawany jest skrót jej nazwiska Bujak.